# Schönwölkau
Schönwölkau é um município da Alemanha, situado no distrito da Saxônia do Norte, no estado da Saxônia. Tem 49,15 km² de área, e sua população em 2019 foi estimada em 2.551 habitantes.